# Lijst van voetbalinterlands Afghanistan - Malediven
Deze lijst van voetbalinterlands is een overzicht van alle officiële voetbalinterlands tussen de nationale teams van Afghanistan en de Malediven. De landen hebben tot nu toe zes keer tegen elkaar gespeeld. De eerste ontmoeting was op 7 december 2005 in Karachi (Pakistan), een groepswedstrijd tijdens de Zuid-Azië Cup 2005. De laatste keer dat beide landen tegenover elkaar stonden was in een vriendschappelijk duel op 6 juni 2017 in Dubai (Verenigde Arabische Emiraten).

## Wedstrijden
| № | Plaats     | Datum            | Competitie             | Wedstrijd               | Uitslag |
| - | ---------- | ---------------- | ---------------------- | ----------------------- | ------- |
| 1 | Karachi    | 7 december 2005  | Zuid-Azië Cup 2005     | Malediven − Afghanistan | 9 − 1   |
| 2 | Dhaka      | 7 december 2009  | Zuid-Azië Cup 2009     | Malediven − Afghanistan | 3 − 1   |
| 3 | Kathmandu  | 6 september 2013 | Zuid-Azië Cup 2013     | Afghanistan − Malediven | 0 − 0   |
| 4 | Malé       | 29 mei 2014      | AFC Challenge Cup 2014 | Malediven − Afghanistan | 1 − 1   |
| 5 | Trivandrum | 28 december 2015 | Zuid-Azië Cup 2015     | Afghanistan − Malediven | 4 − 1   |
| 6 | Dubai      | 6 juni 2017      | Vriendschappelijk      | Afghanistan − Malediven | 2 − 1   |

## Samenvatting
| Competitie        | Totaal gespeeld | Winst Afghanistan | Gelijk | Winst Malediven | Doelsaldo Afghanistan – Malediven |
| ----------------- | --------------- | ----------------- | ------ | --------------- | --------------------------------- |
| AFC Challenge Cup | 1               | 0                 | 1      | 0               | 1 − 1                             |
| Zuid-Azië Cup     | 4               | 1                 | 1      | 2               | 6 − 13                            |
| Vriendschappelijk | 1               | 1                 | 0      | 0               | 2 − 1                             |
| Totaal            | 6               | 2                 | 2      | 2               | 9 − 15                            |

Wedstrijden bepaald door strafschoppen worden, in lijn met de FIFA, als een gelijkspel gerekend.